# Deutsche Schwimmmeisterschaften 1907
Die 24. Deutschen Meisterschaften im Schwimmen fanden am 11. und 12. August 1907 in Hannover statt und wurden vom 1. Hannoverschen SC von 1892 (heute Hannoverscher Schwimm-Verein von 1892) vor den Toren der Stadt auf einer Naturanlage im später eingemeindeten Wülfel ausgerichtet. Bei diesen Meisterschaften holte der Berliner Emil Rausch zum siebten Mal hintereinander den deutschen Meistertitel über 1500 Meter Freistil. Es wurde eine Strecke von 100 m sowie 1500 m geschwommen und der Mehrkampf ausgetragen, welche aus Tauchen, Springen und 100 m Schwimmen bestand. Zudem fanden Vorläufe (ohne Meisterschaft) in Tauchen, 100 m Rücken, 200 m Rücken, 400 m Brust, 300 m Seite und 3 × 200 m Freistil der Männer statt. Die Staffelsieger erhielten einen „Weltausstellungspreis“. 100 m Brust und 200 m Freistil der Frauen fanden ohne Meisterschaft, sondern als Vorläufer statt.
| Disziplin       | Name             | Verein                                | Zeit        | Punkte |
| --------------- | ---------------- | ------------------------------------- | ----------- | ------ |
| 100 m Freistil  | Carl Gubener     | Schwimmclub Delphin von 1898          | 1:16,0 min  | –      |
| 1500 m Freistil | Emil Rausch      | Poseidon Berlin                       | 25:31,0 min | –      |
| Mehrkampf       | Waldemar Riemann | Magdeburger Schwimmverein Hellas 1904 | –           | 30,92  |